# 올 댓 라면
《올 댓 라면》은 MBC에서 2003년 4월 11일에 방영된 베스트극장으로, 라면으로 세상 평정을 꿈꾸는 남자와 순수한 사랑을 꿈꾸는 숙맥녀, 사랑은 게임이라는 연애도사 등 라면집을 배경으로 한 사랑 이야기이다.

## 줄거리
방송국 편집기사로 요리가 취미인 희영은 나이 서른이 되도록 연애 한번 못해본 숙맥이다. 반면, 함께 사는 친구 미라는 수려한 외모로 남자들에게 인기가 많다. 우연히 들른 라면 가게에서 희영은 운명의 남자를 만나는데, 그 라면 가게 사장이며 미라의 초등학교 선배인 성현이다. 희영은 아내와 사별하고 아들과 단둘이 살고 있는 성현에게 설렘을 느낀다. 하지만 미라 역시 성현에게 호감을 갖게 되고 자신의 외모를 무기 삼아 적극적으로 성현에게 다가간다. 성현은 미라에게 라면에 관한 정보가 있으면 메일을 달라고 부탁하고, 미라는 글쓰는 재주가 없어 희영에게 대신 메일을 보내달라고 부탁한다.

## 등장 인물

### 주요 인물
- 진희경 : 희영 역
- 정재환 : 성현 역 - 라면가게 사장, 미라의 초등학교 선배
- 장규희 : 미라 역 - 희영의 친구
- 유승호 : 준영 역 - 성현의 아들

### 그 외 인물
- 최자혜
- 이경미
- 장경희
- 전익령
- 김은주
- 이성주
- 박선희
- 정국빈
- 김연수
- 이미경
- 조윤진
- 정병철